# Anaxipha conomeru
Anaxipha conomeru är en insektsart som beskrevs av Otte, D. och Perez-gelabert 2009. Anaxipha conomeru ingår i släktet Anaxipha och familjen syrsor. Inga underarter finns listade i Catalogue of Life.